# Sphenomorphus grandisonae
Sphenomorphus grandisonae — вид сцинкоподібних ящірок родини сцинкових (Scincidae). Ендемік Таїланду.

## Поширення і екологія
Sphenomorphus grandisonae мешкають в провінції Уттарадіт на півночі Таїланду. Вони живуть в сухих вічнозелених лісах.